# Ceșneghirovo, Plovdiv
Ceșneghirovo (în bulgară Чешнегирово) este un sat în comuna Sadovo, regiunea Plovdiv,  Bulgaria. 

## Demografie
Componența etnică a satului Ceșneghirovo
     Bulgari (66,44%)
     Romi (3,96%)
     Nicio identificare (29,59%)
     Altele (0,36%)
La recensământul din 2011, populația satului Ceșneghirovo era de 1.943 locuitori. Din punct de vedere etnic, majoritatea locuitorilor (66,44%) erau bulgari, cu o minoritate de romi (3,96%). Pentru 29,59% din locuitori nu este cunoscută apartenența etnică.